# Lanista
Lanista (łac. lănistă, stgr. λουδοτρόφος) – w starożytnym Rzymie przedsiębiorca utrzymujący i szkolący gladiatorów dla wykorzystywania ich w walkach.

## Profesja
W czasach republiki był to najczęściej właściciel specjalnej szkoły gladiatorów (ludus gladiatorius), z których formował własną trupę (familia gladiatoria), wynajmowaną na publiczne i prywatne pokazy walk gladiatorskich (munera). Lanista miał prawo rekrutowania członków do takiego zespołu i jego stałego eksploatowania, utrzymując posiadanych gladiatorów własnym kosztem wraz z zapewnieniem im odpowiednich warunków bytowych i pożywienia (sagina gladiatoria), a także opieki medycznej. Do nadzoru i szkolenia zatrudniał fachowców – dozorców oraz instruktorów walki (doctores), którymi zwykle byli dawni gladiatorzy przekazujący swe doświadczenie nowicjuszom. Będąc też odpowiednikiem dzisiejszego menedżera, uzgadniał szczegółowe sprawy wynajmu bądź sprzedaży swej trupy organizatorowi igrzysk (editor muneris). 

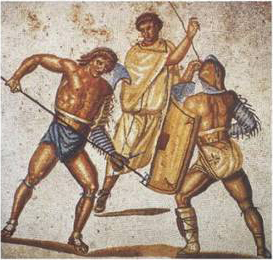
Walka sieciarza z sekutorem, obok sędzia – być może lanista (mozaika z rzymskiej willi w niemieckim Nenning)

W najskromniejszym wymiarze lanista sam był nauczycielem, fechtmistrzem i trenerem grupy gladiatorów, będących jego własnością lub powierzonych mu przez innych. Tworzył ją poprzez zakup jeńców wojennych, krnąbrnych niewolników, których tanio pozbywali się właściciele, a także przyjmując do swej szkoły wolnych przedstawicieli biedoty oraz zrujnowanych rodzin, których kierowały tam głównie motywy finansowe. Powierzając laniście swe ciała i życie, składaną przysięgą zrzekali się oni zarazem wszelkich swych praw jako autocrati. W szkoleniu gladiatorskiego rekruta (tiro) lanista niejednokrotnie okazywał brutalność, podobnie jak za pomocą bata niekiedy przejawiał ją i na arenie, gdzie bywał też sędzią pojedynku.    
W samym Rzymie zawód ten z wolna zanikł przechodząc pod kontrolę państwa. Faktycznie zastąpiony został przez ponoszącego koszty utrzymania gladiatorów cesarza oraz jego odpowiednie służby rekrutujące kandydatów na gladiatorów i tworzących ich szkoły wraz z koszarami. W miastach prowincjonalnych oraz municypiach italskich laniści zachowali swą profesję pozostając pod kuratelą miejscowego procuratora. 

## Status społeczny

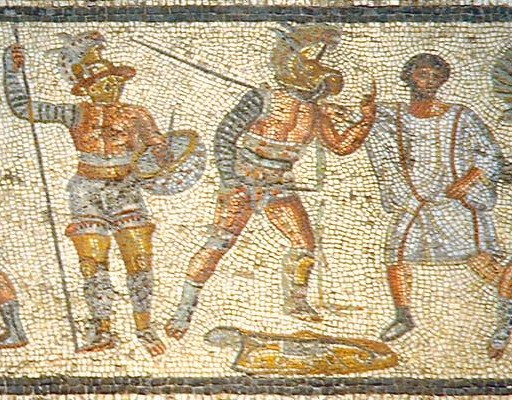
Ćwiczenia gladiatorów z udziałem lanisty (mozaika z rzymskiej willi w libijskim Zalitan)

Dochodowa profesja lanisty przynosiła mu znaczne korzyści i wpływy (nie tylko finansowe), jednakże wśród ogółu wzbudzała podobną niechęć i pogardę, jaka dotyczyła również stręczycieli (lenones). Lanista będący w istocie rzeczy pośrednikiem w handlu śmiercią, nie zasługiwał na szacunek społeczny i otaczała go aura lekceważenia jako infamisa. Marcjalis równał ich z donosicielami i oszczercami, a w słownictwie Rzymian miano to było również synonimem podżegacza i bandyty. Sama nazwa, z pochodzenia pewnie etruska, była pokrewna słowu lanius (rzeźnik). Dla uniknięcia takich ujemnych skojarzeń stosowano czasem eufemistyczne określenia, np. „kierownik finansowy trupy gladiatorskiej”. Wyjątek robiono dla obywateli rzymskich z klas wyższych, aprobując posiadanie przez nich własnej trupy gladiatorskiej, o ile nie stanowiło to głównego źródła dochodu.  
Negatywne oceny i skrupuły moralne nie powstrzymywały jednak Rzymian przed korzystaniem z ich usług. Dzięki temu zachowały się nazwiska niektórych lanistów, takich jak np. Gajusz Salwiusz Kapito czy Numeriusz Festus Ampliatus. Najbardziej znany spośród nich – Lentulus Batiatus z Kapui, utrwalił się w historii poprzez związek z buntem Spartakusa. Otoczka niechęci i potępienia dla tej profesji utrzymała się aż do epoki późnego cesarstwa, skoro Kościół w IV wieku objął zakazem udzielania chrztu m.in. lanistów, nie tolerując ich w społeczności chrześcijańskiej.